# Paul Stastny
Pour les articles homonymes, voir Šťastný.
Paul Stastny (né le 27 décembre 1985 dans la ville de Québec au Canada) est un joueur professionnel binational canado-américain de hockey sur glace évoluant dans la Ligue nationale de hockey en tant que centre. Il joue actuellement pour les Hurricanes de la Caroline, et a joué auparavant avec les  Jets de Winnipeg, les Golden Knights de Vegas, l'Avalanche du Colorado et les Blues de Saint-Louis.
Il est le fils de Peter Šťastný, vedette des Nordiques de Québec durant les années 1980 et membre du Temple de la renommée du hockey. Il a un frère aîné, Yan, qui a également joué dans la LNH. Ses oncles, Anton et Marián Šťastný, ont également joué avec son père au sein des Nordiques.
Possédant la double nationalité américaine et canadienne, il joue avec l'équipe nationale des États-Unis lors des compétitions internationales. Il a notamment participé aux Jeux olympiques d'hiver de 2010 à Vancouver, tournoi où il remporte une médaille d'argent.

## Biographie

### Jeunesse et carrière amateur
Il est né dans la ville de Québec, alors que son père Peter Šťastný évolue dans la Ligue nationale de hockey pour les Nordiques de Québec. Il a un frère, Yan, et deux sœurs, Katarina and Kristina. Suivant la carrière de son père, il a passé une partie de son enfance au Québec puis au New Jersey avant de s'établir dans la ville de Saint-Louis au Missouri, là où son père a terminé sa carrière de hockeyeur.
Il joue au hockey sur glace à Chaminade College Preparatory School à Saint-Louis, avant de partir en 2002 pour le Nebraska, dans la ville de Omaha, en jouant pour les Lancers de River City dans l'United States Hockey League (USHL). En 2003-2004, il termine au deuxième rang des meilleurs pointeurs de la ligue avec 77 points, derrière son coéquipier Mike Howe qui compte un point de plus.
En 2004, il entreprend une carrière universitaire en rejoignant l'équipe des Pioneers de l'Université de Denver. À sa première saison, il réalise 45 points, dont 17 buts et 28 assistances, en 42 parties, ce qui lui vaut une présence dans l'équipe-type des recrues de la WCHA, division où évolue les Pioneers. Il est également nommé recrue de la saison au sein de la WCHA. Au niveau collectif, il aide les Pioneers à remporter le tournoi de la NCAA. Après cette saison, il est repêché au 44e rang par l'Avalanche du Colorado, nouvelle forme des Nordiques de Québec, l'ancienne équipe son père, lors du deuxième tour du repêchage d'entrée dans la LNH 2005. Il joue une autre saison à l'université et il inscrit 53 points (19 buts et 34 assistances). Il est ainsi le meilleur pointeur de son équipe, à égalité avec le défenseur Matt Carle, et termine au quatrième rang des pointeurs de la WCHA. Il est nommé dans la première équipe d'étoiles de la WCHA ainsi que la seconde équipe d'étoiles de la NCAA pour la région Ouest.

### Carrière professionnelle

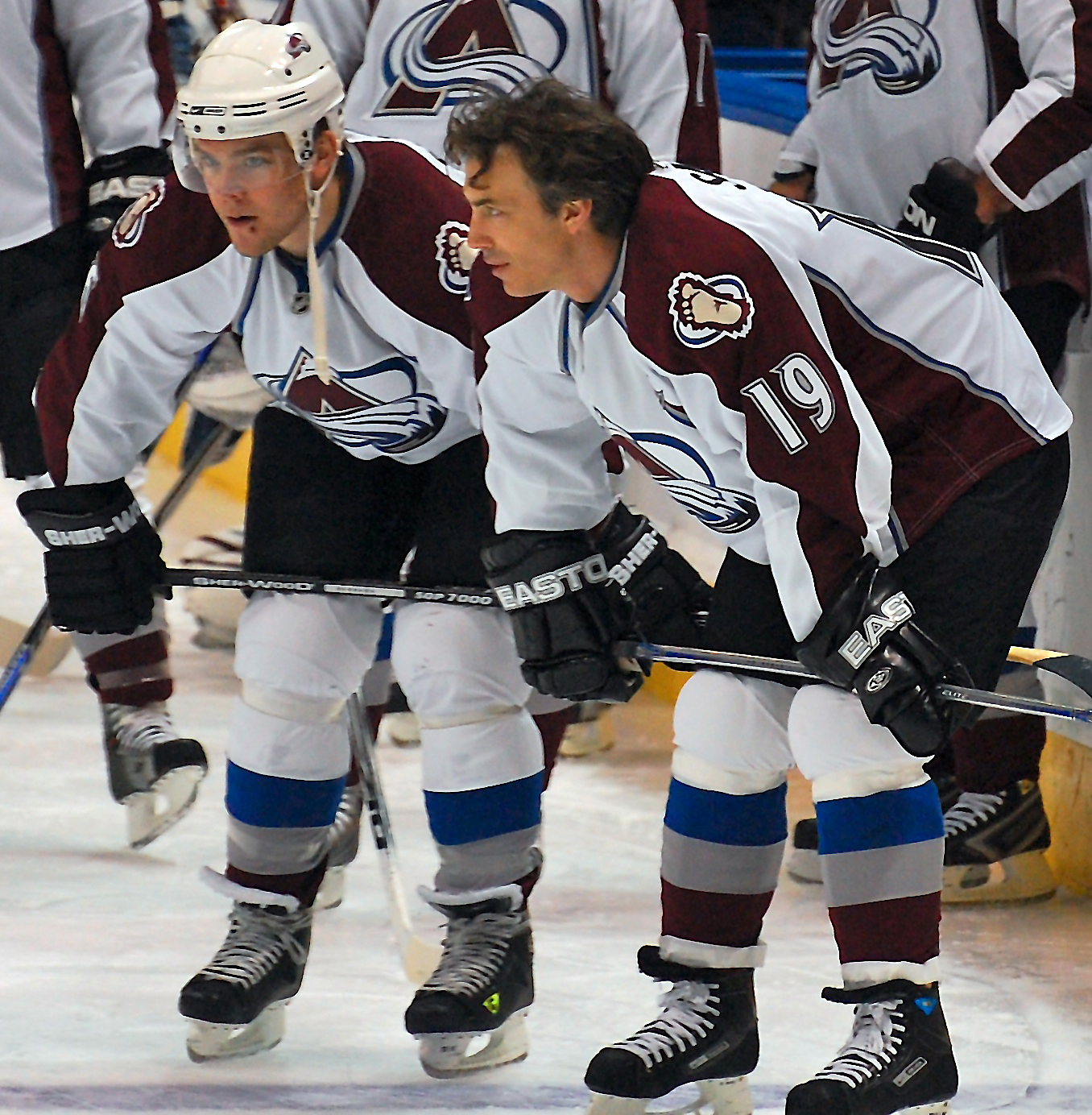
Stastny et Joe Sakic, qui a été coéquipier avec son père durant ses premières saisons dans la LNH.

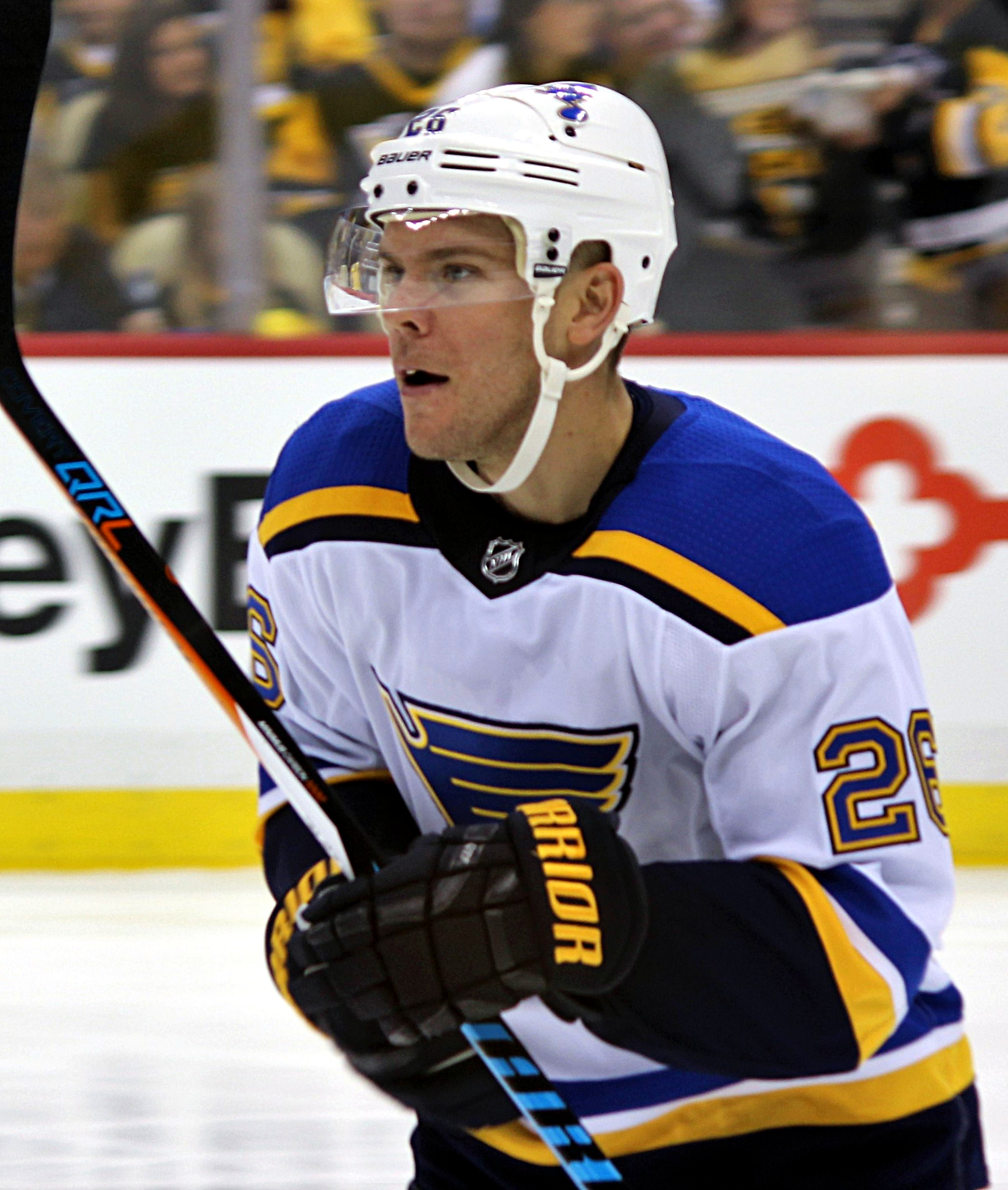
Stastny avec les Blues en octobre 2017.

Le 24 juillet 2006, il signe son premier contrat professionnel avec l'Avalanche du Colorado, d'une durée de trois ans. Lors du camp d'entraînement de l'Avalanche, il impressionne suffisamment l'entraîneur de l'équipe, Joel Quenneville, ainsi que ses dirigeants, si bien qu'il gagne une place au sein de l'équipe lors du début de la saison,. Il joue son premier match dans la LNH le 4 octobre 2006 face aux Stars de Dallas. Deux matchs et quatre jours plus tard, il inscrit son premier point contre les Canucks de Vancouver, qui est une assistance sur le but de Wojtek Wolski. Après avoir joué quelques matchs avec le numéro 62, son coéquipier John-Michael Liles accepte de céder son numéro, le 26, afin qu'il puisse porter le même numéro que son père. Le 21 octobre, à son huitième match dans la LNH, mais son premier match avec le numéro 26 sur le dos, il marque son premier but dans la ligue contre les Canadiens de Montréal.
Durant la saison, entre le 3 février et le 17 mars, il marque au moins un point durant 20 matchs consécutifs, soit 11 buts et 18 assistances durant la séquence, et bat le record de la ligue du plus grand nombre de matchs consécutifs avec un moins du point pour une recrue, record qui appartenait à Teemu Selänne en 1992-1993 qui en avait 17. Il connaît ainsi une excellente saison recrue avec 78 points en 82 parties et est vu comme un prétendant pour le trophée Calder, remis à la meilleure recrue de la ligue. Ce trophée est finalement remis à Ievgueni Malkine des Penguins de Pittsburgh. Il figure par contre dans l'équipe-type des recrues de la ligue, en compagnie de Malkine et Jordan Staal parmi les attaquants.
La saison suivante, il poursuit sur sa lancée et il marque son premier tour du chapeau dans la LNH lors du premier match de la saison contre les Stars. Il est sélectionné pour jouer le 56e Match des étoiles de la LNH, mais il doit déclarer forfait à cause d'une appendicite. Limité à 66 matchs à cause des blessures, il termine tout de même en tête des pointeurs de son équipe avec 71 points.
Le 17 novembre 2008, il prolonge son contrat avec l'Avalanche de 5 ans et un montant de 33 millions de dollars, soit un salaire de 6,6 millions par année. Des blessures à un bras, puis à un pied, lui font manquer une partie de la saison 2008-2009 et il ne joue que 45 matchs, saison où il réalise 36 points.
Il parvient à rester en santé lors de la saison 2009-2010 et réalise 79 points, bon pour le premier rang au sein de l'Avalanche. La saison suivante, il participe au Match des étoiles de la LNH.
À cause d'un lock-out qui annule la première partie de la saison 2012-2013 au sein de la LNH, il commence la saison avec l'EHC Munich qui évolue la Deutsche Eishockey Liga, championnat élite d'Allemagne. Il retrouve Blake Wheeler, autre joueur de la LNH évoluant avec Munich. Il réalise 18 points en 13 parties avant de retourner avec l'Avalanche une fois la grève finie.
Devenu agent libre le 1er juillet 2014, il signe un contrat de 4 ans pour 28 millions de dollars avec les Blues de Saint-Louis. À sa première saison avec les Blues, il inscrit 46 points, dont 16 buts et 30 assistances, en 74 matchs.
Le 26 février 2018, il est échangé aux Jets de Winnipeg contre Erik Foley, un choix de premier tour pour 2018 et un choix de quatrième tour conditionnel pour 2020.
Il devient joueur autonome et signe une entente de 3 ans avec les Golden Knights de Vegas, le 1er juillet 2018. Après 2 saisons à Las Vegas, il est échangé le 9 octobre 2020 aux Jets de Winnipeg en retour du défenseur Carl Dahlström et d'un choix conditionnel de 4e tour en 2022.
Il obtient un nouveau contrat de 1 an avec les Jets, le 26 juillet 2021.
Le 13 juillet 2022, il devient agent libre sans compensation et doit patienter jusqu'au 23 août avant de s'entendre pour 1 an avec les Hurricanes de la Caroline.

### Carrière internationale

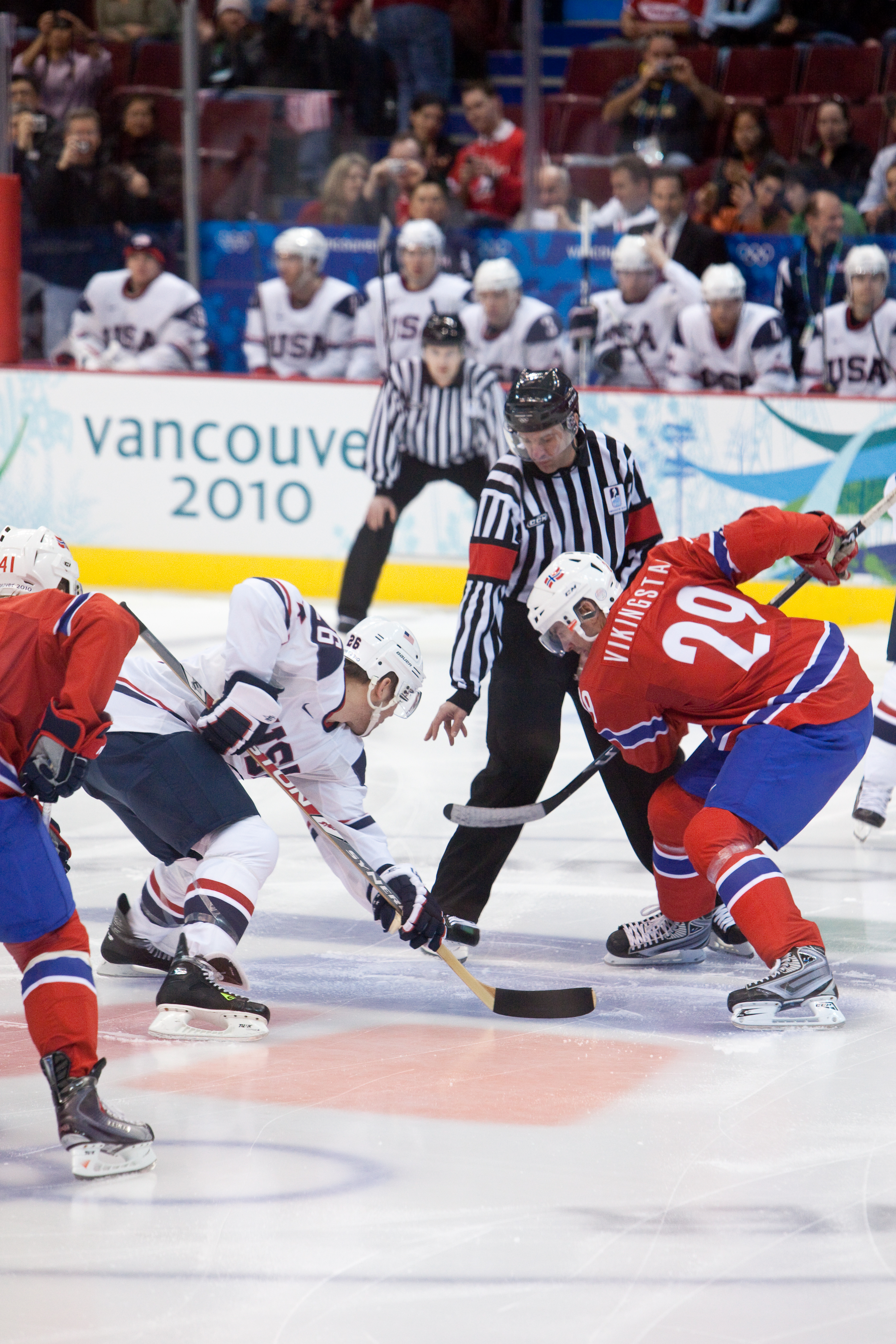
Stastny dans un engagement face à Tore Vikingstad (Norvège) lors des Jeux olympiques de 2010.

Alors qu'il possède la double nationalité canadienne et américaine, il décide de représenter les États-Unis au niveau international, tout comme son frère Yan. Il honore sa première sélection nationale lors du championnat du monde de 2007. Il marque 4 buts et 4 assistances en 7 parties, mais son pays est éliminé en quarts de finale contre la Finlande. À l'issue du championnat, il figure avec Lee Stempniak et Toby Petersen parmi les trois meilleurs joueurs pour chaque nation.
Il est sélectionné par la délégation américaine lors des Jeux olympiques d'hiver en février 2010 se tenant à Vancouver. Il aide son équipe à se rendre jusqu'en finale, qui se solde par une défaite en prolongation face au Canada et par le fait même une médaille d'argent.
Après une saison décevante avec l'Avalanche durant la saison écourtée de 2012-2013, il rejoint l'équipe des États-Unis lors du championnat du monde 2013 et il est nommé capitaine de la sélection américaine. Il connaît un très bon tournoi avec 15 points (7 buts et 8 assistances) en 10 parties et aide son pays à remporter la médaille de bronze après une victoire face à la Finlande. Il termine ainsi dans l'équipe-type du tournoi, accompagné de Henrik Sedin (Suède) et Petri Kontiola (Finlande) en attaque.
Il joue pour la deuxième fois les Jeux olympiques en 2014, tournoi ayant lieu à Sotchi. Son équipe s'incline en finale de consolation face à la Finlande et termine en quatrième place.

## Statistiques

### Statistiques en club
| Saison     | Équipe                    | Ligue      |       | Saison régulière | Saison régulière | Saison régulière | Saison régulière | Saison régulière |    | Séries éliminatoires | Séries éliminatoires | Séries éliminatoires | Séries éliminatoires | Séries éliminatoires |
| Saison     | Équipe                    | Ligue      | PJ    | B                | A                | Pts              | Pun              | PJ               | B  | A                    | Pts                  | Pun                  |                      |                      |
| 2002-2003  | Lancers de River City     | USHL       | 57    | 10               | 20               | 30               | 39               | 8                | 0  | 1                    | 1                    | 2                    |                      |                      |
| 2003-2004  | Lancers de River City     | USHL       | 56    | 30               | 47               | 77               | 46               | 3                | 1  | 2                    | 3                    | 0                    |                      |                      |
| 2004-2005  | Pioneers de Denver        | NCAA       | 40    | 15               | 27               | 42               | 26               | -                | -  | -                    | -                    | -                    |                      |                      |
| 2005-2006  | Pioneers de Denver        | NCAA       | 39    | 19               | 34               | 53               | 79               | -                | -  | -                    | -                    | -                    |                      |                      |
| 2006-2007  | Avalanche du Colorado     | LNH        | 82    | 28               | 50               | 78               | 44               | -                | -  | -                    | -                    | -                    |                      |                      |
| 2007-2008  | Avalanche du Colorado     | LNH        | 66    | 24               | 47               | 71               | 24               | 9                | 2  | 1                    | 3                    | 6                    |                      |                      |
| 2008-2009  | Avalanche du Colorado     | LNH        | 45    | 11               | 25               | 36               | 22               | -                | -  | -                    | -                    | -                    |                      |                      |
| 2009-2010  | Avalanche du Colorado     | LNH        | 81    | 20               | 59               | 79               | 50               | 6                | 1  | 4                    | 5                    | 4                    |                      |                      |
| 2010-2011  | Avalanche du Colorado     | LNH        | 74    | 22               | 35               | 57               | 56               | -                | -  | -                    | -                    | -                    |                      |                      |
| 2011-2012  | Avalanche du Colorado     | LNH        | 79    | 21               | 32               | 53               | 34               | -                | -  | -                    | -                    | -                    |                      |                      |
| 2012-2013  | EHC München               | DEL        | 13    | 7                | 11               | 18               | 20               | -                | -  | -                    | -                    | -                    |                      |                      |
| 2012-2013  | Avalanche du Colorado     | LNH        | 40    | 9                | 15               | 24               | 14               | -                | -  | -                    | -                    | -                    |                      |                      |
| 2013-2014  | Avalanche du Colorado     | LNH        | 71    | 25               | 35               | 60               | 22               | 7                | 5  | 5                    | 10                   | 4                    |                      |                      |
| 2014-2015  | Blues de Saint-Louis      | LNH        | 74    | 16               | 30               | 46               | 40               | 6                | 1  | 0                    | 1                    | 4                    |                      |                      |
| 2015-2016  | Blues de Saint-Louis      | LNH        | 64    | 10               | 39               | 49               | 26               | 20               | 3  | 10                   | 13                   | 16                   |                      |                      |
| 2016-2017  | Blues de Saint-Louis      | LNH        | 66    | 18               | 22               | 40               | 36               | 7                | 2  | 1                    | 3                    | 2                    |                      |                      |
| 2017-2018  | Blues de Saint-Louis      | LNH        | 63    | 12               | 28               | 40               | 14               | -                | -  | -                    | -                    | -                    |                      |                      |
| 2017-2018  | Jets de Winnipeg          | LNH        | 19    | 4                | 9                | 13               | 4                | 17               | 6  | 9                    | 15                   | 0                    |                      |                      |
| 2018-2019  | Golden Knights de Vegas   | LNH        | 50    | 13               | 29               | 42               | 30               | 7                | 2  | 6                    | 8                    | 2                    |                      |                      |
| 2019-2020  | Golden Knights de Vegas   | LNH        | 71    | 17               | 21               | 38               | 24               | 18               | 3  | 6                    | 9                    | 8                    |                      |                      |
| 2020-2021  | Jets de Winnipeg          | LNH        | 56    | 13               | 16               | 29               | 32               | 6                | 1  | 1                    | 2                    | 8                    |                      |                      |
| 2021-2022  | Jets de Winnipeg          | LNH        | 71    | 21               | 24               | 45               | 14               | -                | -  | -                    | -                    | -                    |                      |                      |
| 2022-2023  | Hurricanes de la Caroline | LNH        | 73    | 9                | 13               | 22               | 16               | 15               | 4  | 0                    | 4                    | 4                    |                      |                      |
| Totaux LNH | Totaux LNH                | Totaux LNH | 1 145 | 293              | 529              | 822              | 500              | 118              | 30 | 43                   | 73                   | 58                   |                      |                      |

### Statistiques en équipe nationale
| Année | Équipe     | Évènement            |    | PJ | B | A  | Pts | Pun | +/-                |  | Résultat |
| 2007  | États-Unis | Championnat du monde | 7  | 4  | 4 | 8  | 2   | 0   | 5e place           |  |          |
| 2010  | États-Unis | Jeux olympiques      | 6  | 1  | 2 | 3  | 0   | +2  | Médaille d'argent  |  |          |
| 2012  | États-Unis | Championnat du monde | 8  | 3  | 6 | 9  | 0   | +6  | 7e place           |  |          |
| 2013  | États-Unis | Championnat du monde | 10 | 7  | 8 | 15 | 6   | +7  | Médaille de bronze |  |          |
| 2014  | États-Unis | Jeux olympiques      | 6  | 2  | 0 | 2  | 0   | 0   | 4e place           |  |          |

## Trophées et honneurs personnels
- 2004-2005 :
  - nommé dans l'équipe des recrues de la WCHA.
  - nommé recrue de la saison de la WCHA.
  - champion de la NCAA avec les Pioneers de Denver.
- 2005-2006 :
  - nommé dans la première équipe d'étoiles de la WCHA.
  - nommé dans la deuxième équipe d'étoiles de la région Ouest de la NCAA.
- 2006-2007 : nommé dans l'équipe des recrues de la LNH.
- 2007-2008 : sélectionné au 56e Match des étoiles de la LNH (ne participe pas).
- 2010-2011 : participe au 58e Match des étoiles de la LNH.